# Lucie Gelmeroth
Lucie Gelmeroth ist der Titel einer erstmals 1834 publizierten Novelle Eduard Mörikes. Der Erzähler schildert seine durch einen Kriminalfall schicksalhaft entstandene Liebesbeziehung zu seiner Jugendfreundin Lucie.

## Inhalt

### Überblick
Die Novelle besteht aus drei Teilen: 1. Schilderung des Kriminalfalls 2. Erinnerung an ein Kindheitserlebnis 3. Lösung
Ein deutscher Gelehrter erzählt in seinen noch ungedruckten „Denkwürdigkeiten“, die der Herausgeber unter seinen Papieren findet, von einem zweitägigen Erlebnis, das sein Leben bestimmt: Als Göttinger Student besucht er seine Geburtsstadt. Im Gasthof erfährt er von der Verhaftung der jüngsten Tochter des einst wohlhabenden Kaufmanns Gelmeroth, mit der er als Kind gespielt hat, und ihrem Geständnis, einen Mord begangen zu haben. Daraufhin informiert er sich über die Hintergründe der Tat, besucht Lucie im Gefängnis und hilft bei der Lösung des Falls. Später heiraten die beiden.

### Die Kriminalgeschichte
Vom Prediger S. erfährt der Student Einzelheiten über den Kriminalfall: Seit dem Zerfall des Geschäfts und dem Tod ihrer Eltern lebt Lucie mit ihrer älteren Schwester Anna im Hinterhaus ihres ehemaligen Familiensitzes in einem „Winkel des genügsamen Glückes“ und ernährt sich durch Handarbeiten. Zusammen mit Annas Verlobten, dem munteren Leutnant Richard Lüneborg, bildet die lustige Lucie und die ruhige Schwester ein harmonisches „Kleeblatt“, so dass ein Fremder „vielleicht hätte zweifeln mögen, welches von beiden Mädchen er denn eigentlich dem jungen Mann zuteilen solle.“ Auch Anna wird durch die harmlosen Vertraulichkeiten misstrauisch und kontrollierte die Gespräche der beiden anderen.
Nach der Versetzung Lüneborgs an einen entfernten Standort wird zwar die Gemeinschaft unterbrochen, aber die Aussicht auf eine Beförderung erhöht die Heiratschance für Anna. Doch die Besuche des Offiziers werden immer seltener, er bringt „das gute Herz – wenn er es je besaß – nicht mehr zurück“, sondern sucht Anlässe zum Streit mit der Verlobten und stachelt ihre unbegründete Eifersucht auf die Schwester an. Anna und Lucie erkennen sein „fühllose[s] Spiel“, sagen ihm ihre Meinung und „[machen] ihm den Abschied leicht“. Doch Anna kann die Enttäuschung nicht verarbeiten, wird immer schwächer und stirbt nach acht Monaten an Auszehrung. Lucie reagiert darauf mit „unmächtige[m] Hass gegen den ungestraften Treulosen“. Als man vier Wochen später den Leutnant erstochen in der Nähe der Stadt findet, vermutet man sogleich einen Zweikampf, doch Lucie, „das unbescholtenste Mädchen“, gesteht die Tat als Versöhnung der „beleidigte[n] Seele“ der Schwester „durch Blut“. Im Verhör weigert sie sich, den Hergang zu schildern und besteht auf ihrer Bestrafung mit ihrem Tod.

### Aufklärung
Der Prediger vermittelt dem Studenten einen Besuch bei der Gefangenen für den nächsten Tag. In Erinnerung an die Kinderzeit sieht Lucie den Freund als ihr von Gott gesandt an, bittet ihn um seinen Rat und erzählt ihm die Hintergründe: Einige Wochen nach Annas Beerdigung besucht sie der junge Kaufmann Paul Wilkes, Annas früherer heimlicher Verehrer. Sie verbindet der Schmerz über den Tod der Schwester und Geliebten und aus dieser Situation heraus ruft Lucie beim Abschied Paul emotional zu: „Räche die Schwester, wenn du ein Mann bist!“ Sechs Tage später findet man den erstochenen Lüneborg vor der Stadt. In einem Brief an Lucie deutet Wilkes einen Zweikampf und seine unverzügliche Reise an. Jetzt fühlt sich Lucie schuldig, den Impuls für die Tat gegeben zu haben, und will Paul nicht verraten. Sie selbst möchte im Sinne einer höheren Gerechtigkeit sterben, allerdings aus religiösen Gründen nicht durch Selbstmord, sondern durch eine Hinrichtung. Der Student will Lucie vor diesem „Selbstbetrug“ schützen, informiert sie über die rechtliche Situation einer Todesstrafe und eines Ehren-Duells mit Sekundanten, die man ausfindig machen könne, und rät ihr, dem Richter die Wahrheit mitzuteilen.
Lucie will über die neue Situation nachdenken, doch man hat ihr die Entscheidung bereits abgenommen. Ihr Gespräch wurde abgehört und ihre Angaben passen zu den Aussagen des Hauptmanns Ostenegg, eines Bekannten des Leutnants, der als Sekundant über den Hergang des Duells berichtet.
Lucie wird aus der Haft entlassen: „Sie glaubte sich entehrt, vernichtet in den Augen der Welt, als Abenteurerin verlacht, als Wahnsinnige bemitleidet. Fühllos und resigniert tat sie den unfreiwilligen Schritt ins Leben zurück. Die Zukunft lag wie eine leere unendliche Wüste vor ihr, sie selbst erschien sich nur eine leere verächtliche Lüge; sie wusste nichts mehr mit sich anzufangen.“
Der Erzähler reagiert darauf einfühlsam mit der „liebevollste[n], zärtlichste[n] Behandlung“. Er sucht für sie ein „stilles Asyl in einer entfernteren Gegend“ bei einem „würdigen Dorfpfarrer“, seinem nächsten Verwandten, und seiner Familie. Mehrere Wochen lebt er dort mit Lucie zusammen „im Kreise feinsinniger, natürlich heiterer Menschen“: „Ich liebte Lucien und konnte mich fortan getrost dem stillen Glauben überlassen, dass unser beiderseitiges Geschick für immer unzertrennlich sei. […] Wie ahnungsvoll war alles!“ Noch erklärt er ihr nicht seine Liebe. Sie schreiben einander Briefe. „Die Welt verfehlte nicht, mir ein hämisches Mitleid zu zollen, als ich nach kaum zwei Jahren Lucie Gelmeroth als meine Braut heimführte, und doch verdanke ich Gott in ihr das höchste Glück, das einem Menschen irgend durch einen andern werden kann.“

### Wilder Ritt durch das Parklabyrinth
Im Mittelteil der Novelle erinnert sich der Erzähler, in der Nacht nach dem ersten Gespräch mit dem Geistlichen und vor dem Besuch der Inhaftierten, an ein dramatisches Erlebnis aus seiner Kindheit: Er, der Sohn eines wohlhabenden liberalen Arztes, darf am Geburtstagsfest zu Ehren der Herzogin, die einige Tage die Stadt besucht und mit Wohltaten erfreut, zusammen mit anderen Kindern, u. a. Lucie, am Abend ein Schauspiel im Hofgarten aufführen. Er spielt einen berittenen türkischen Sultan und Lucie eine Christensklavin. Gegen Ende des ersten Aktes unterbrechen Regen und Sturm die Vorstellung. Publikum und Schauspieler flüchteten zum Festsaal. Ein hilfsbereiter Hofbedienter setzt ihn und Lucie auf den kleinen Rappen und treibt das Tier an, das wegen der ungewohnten Last kreuz und quer durch die dunklen Alleen jagt. Während Lucie den Ritt komisch findet und laut lacht, empfindet er „das Tote, Geisterhafte dieser Einsamkeit in einem Labyrinth von ungeheuren, regelmäßig schnell aufeinanderfolgenden Bäumen“. „[D]er Gedanke, dass man, dem tollen Mute dieser Bestie unwiderstehlich preisgegeben, mit jedem Augenblicke weiter von Stadt und Menschen fortgerissen werde, [ist] schrecklich über alle Vorstellung.“ Nach dem Ende des Abenteuers durch die Ermattung des Pferdes fällt ihm Lucie ausgelassen um den Hals, „wohler hatte [ihm] im Leben nichts Ähnliches getan.“
Bald darauf spielen sie das Stück, diesmal in voller Länge, im Elternhaus vor Freunden und Bekannten. Beim Aufräumen der Garderobe vermisst seine Mutter eine Agraffe und eine Mitspielerin verdächtigt Lucie. Er gerät dadurch in eine Gefühlsverwirrung und vermeidet den Umgang mit der Freundin: „Denn wie ich mich zwar vor ihr scheute […] so war ich gleichwohl mehr als jemals von ihr angezogen, sie war mir durch den neuen, unheimlichen Charakterzug interessanter geworden, und wenn ich sie so von der Seite verstohlen ansah, kam sie mir unglaublich schön und zauberhaft vor.“ Als später Lucies „Unschuld vollkommen gerechtfertigt“ wurde, verbreitete sich „eine lieblichere Glorie um sie“.

## Entstehungs- und Publikationsgeschichte
Die gleichzeitig mit der Veröffentlichung des ersten Romans „Maler Nolten“ (1832) entstandene Novelle war ursprünglich von Mörike als Einschub in seinen zweiten „religiösen Roman“ über eine bekehrte oder geheilte Phantastin geplant. Wegen privater Schwierigkeiten (Trennung von Luise Rau, Verhaftung des Bruders Karl) und beruflicher Belastungen (mehrmaliger Wechsel der Vikar- und Pfarrverweser-Stellen) wurde der Roman nicht fertiggestellt und Mörike veröffentlichte nur den Miß Jenny Harrower-Einschub als selbständigen Text im Brockhaus Almanach „Urania“ auf das Jahr 1834.
1839 erschien die Novelle unter dem neuen Titel Lucie Gelmeroth zusammen mit Der Schatz, Der letzte König von Orplid, Die Regenbrüder und Der Bauer und sein Sohn in „Iris, einer Sammlung erzählender und dramatischer Dichtungen“ bei E. Schweizerbart in Stuttgart. Mörike verlegt in dieser zweiten Fassung die Handlung nach Deutschland und ändert die Namen entsprechend.
1856 wurde Lucie Gelmeroth erneut zusammen mit Der Schatz, Die Regenbrüder, Der Bauer und sein Sohn und Die Hand der Jezerte im Sammelband Vier Erzählungen bei E. Schweizerbart in Stuttgart veröffentlicht.

## Rezeption
In der Rezeption stand die Novelle lange im Schatten v. a. der Lyrik und der Mozart-Novelle des Autors. Jedoch wurde nach der stärkeren Beachtung der dunklen Seiten im Werk Mörikes in neuzeitlichen Interpretationen (s. Maler Nolten#Rezeption) das kleine Werk als „subtile psychologische Miniatur“ gewürdigt: „Die ganz unbiedermeierliche Dimension von Mörikes Psychologie, ihre Vorliebe für das Gefährdete und Bedrohliche, entfaltet sich in zahlreichen Themen und Formzügen.“ Das „etwas gewaltsam konstruierte Happy End“ unter dem „hämischen Mitleid“ der „Welt“ und der wilde Ritt der Kinder durch das Labyrinth des nächtlichen Schlossparkes zeige, wie schon im „Maler Nolten“, Mörikes Faszination vom Grauenvollen und Dämonischen und seinen Blick für die „Nachtseiten der menschlichen Natur“.
In diesem Zusammenhang verweist Regener  auf Mörikes Lebensprobleme: Er unterlege seine Texte mit seinen Lebensthemen und erwirke so die für seine frührealistische Poetik zentralen Authentizitätseffekte.  In Lucie Gelmeroth sei dies die Korrektur eines nach einem Todesfall ausgeprägten Schuldkomplexes. Mörike konstruiere Gegenwelten zu unglücklicheren und achtloseren Lebensverläufen, „in denen Vertreter ausgleichender Gerechtigkeit für Heilung und Rehabilitation sorgen.“

## Adaptionen
Illustration
- Eduard Mörike: Lucie Gelmeroth. Mit Zeichnungen von Adolf Propp. Carl Flemming und Wiskott Berlin, 1908.
- Eduard Mörike: Lucie Gelmeroth Novelle. Mit acht handkolorierten Bildern von Gerda Felden, Josef Singer Verlag Leipzig, 1923.
- Eduard Mörike: Lucie Gelmeroth Novelle. Mit 16 Holzstichen von Imre Reiner. Ars Librorum Frankfurt am Main 1966.

Lesung
- Eduard Mörike: Lucie Gelmeroth. Hörbuch SWR Edition 2012. Sprecher: Klaus Höhne
- Friedrich Halm: Die Marzipanliese und Eduard Mörike: Lucie Gelmeroth. Hörbuch Naxos Verlag 2005. Sprecher: Ferdinand Pregartner